# مونتيل مور
مونتيل مور (بالإنجليزية: Montell Moore)‏ هو لاعب كرة قدم بريطاني في مركز الوسط، ولد في 23 ديسمبر 1995 في تشيسوك في المملكة المتحدة. لعب مع تشارلتون أثلتيك ونادي برينتفورد ونادي ميتييلاند.

## وصلات خارجية
- مونتيل مور على موقع الاتحاد الأوربي (الإنجليزية)
- مونتيل مور على موقع قاعدة بيانات كرة القدم.إي يو (الإنجليزية)
- مونتيل مور على موقع Soccerbase.com (لاعب) (الإنجليزية)
- مونتيل مور على موقع Soccerway.com (الإنجليزية)